# Xu Xiangqian

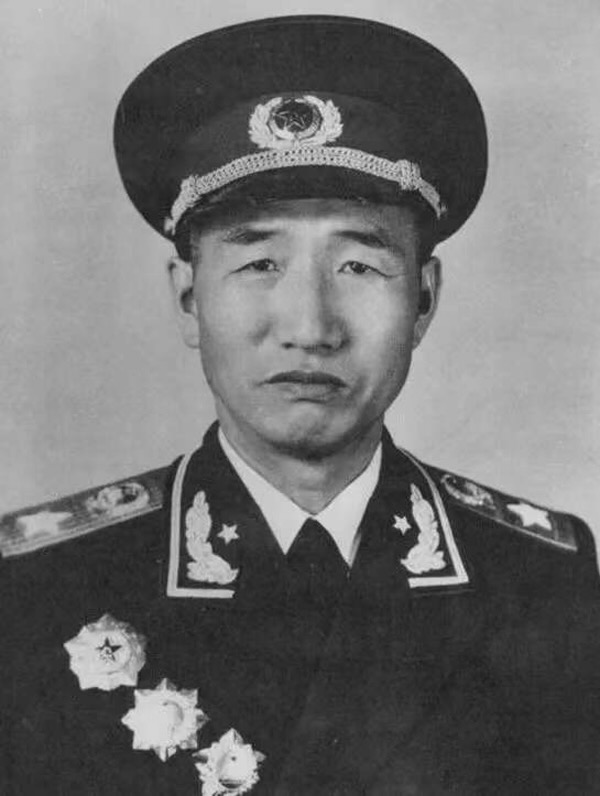
Xu Xiangqian (1955)

Xu Xiangqian (chinesisch 徐向前 / 徐向前, Pinyin Xú Xiàngqián, W.-G. Hsü Hsiang-ch'ien, * 8. November 1901 in Wutai; † 21. September 1990 in Peking) war ein führender Politiker und Militär der Kommunistischen Partei Chinas und der Volksrepublik China. Er war einer der zehn Marschälle der Volksrepublik, die bei der Gründung des Staates ernannt wurden, und der einzige der zehn, der aus Nordchina stammte.
Xu gehörte zu den ersten Studenten der Whampoa-Militärakademie, er nahm als Offizier an dem Nordfeldzug teil und wurde Mitglied der KPC. Während des Ersten Chinesischen Bürgerkriegs nahm er am Aufstand in Guangzhou teil. Er befehligte die Rote Armee gegen die Belagerung der Armee der Kuomintang gegen die von den Kommunisten besetzten Gebieten im Jinggang-Gebirge. Auf dem Langen Marsch befehligte er die Vierte Armee der Kommunisten. Danach leitete er eine fehlgeschlagene Expedition auf dem Nordufer des Gelben Flusses. Während des Japanisch-Chinesischen Krieges war er stellvertretender Kommandeur der 129. Division der 18. Armee. Er eröffnete in Hebei und Shandong zwei Basen hinter den japanischen Linien. Während des zweiten Chinesischen Bürgerkriegs besetzte die kommunistische Armee unter seiner Führung nach einer Serie von Schlachten die Provinz Shanxi. Nach der Errichtung der Volksrepublik wurde Xu Generalstabschef und Vizepräsident der Militärkommission und der Verteidigungskommission. In der Kulturrevolution geriet er in Zusammenhang mit dem „Februargegenstrom“ (二月逆流). Nach dem Tod von Mao Zedong wurde er Verteidigungsminister. Er beendete während seiner Amtszeit offiziell das über 20 Jahre währende „Kanonenduell“ mit Taiwan.

## Frühe Jahre
Xu wurde in einem Dorf im Kreis Wutai, Provinz Shanxi geboren. Seine Familie gehörte zu den lokalen Größen. Jedoch ging das Geschäft seines Großvaters bankrott, so dass die Familie ihre Stellung verlor. Obwohl sein Vater die kaiserliche Beamtenprüfung bestand, wuchs Xu in sehr ärmlichen Verhältnissen auf. Als Kind musste er im Haushalt aushelfen, Gülle fürs Feld sammeln, Feuerholz schlagen, Wildkräuter suchen, ab und zu auch Körbe flechten. Xu war sehr wissbegierig und fleißig. Als Zehnjähriger wurde er vom Vater in die Dorfschule geschickt, später kam er in die Schule der Kreisstadt, musste jedoch wegen Armut die Schule abbrechen. Ein Verwandter in Fuping nahm ihn für zweieinhalb Jahre als Lehrling in seine Buchhandlung auf.
Im Frühjahr 1919 schrieb ihm sein älterer Bruder, der mittlerweile in Taiyuan arbeitete, und empfahl ihm die neu gegründete Lehramtsschule der Provinz Shanxi. Xu bestand die Aufnahmeprüfung ohne Mühe und kam in die Schnellklasse. Die Schule war nach modernen Standards errichtet, zu den Gastdozenten gehörten unter anderen Persönlichkeiten wie Hu Shi, von denen Xu sehr profitierte. Zu seinen Kommilitonen gehörten spätere Politiker wie Bo Yibo und Cheng Zihua. 1921 schloss Xu sein Studium ab und wurde Lehrer. Seine Eltern arrangierten eine Ehe für ihn. Seine Frau starb jedoch kurz nach der Geburt ihrer Tochter. Nach dem Ausbruch des Japanisch-Chinesischen Krieges wurde seine Tochter nach Yan’an gebracht.

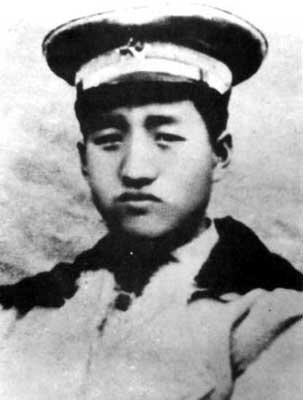
Xu in der Nationalen Revolutionsarmee

Im Januar 1924 hörte Xu von der Militärakademie, die die Sun Yat-sen Regierung in Guangzhou vorbereitete und dass die Akademie in Shanghai gerade Studenten rekrutierte. Im Februar fuhr er mit einigen Freunden nach Shanghai, um an der Aufnahmeprüfung teilzunehmen. Im April wurde er als ein der ersten Studenten an der Whampoa-Militärakademie aufgenommen. Er wurde Mitglied der Kuomintang. Im September begleitete seine Einheit Sun Yat-sen als Leibwächter nach Shaoguan, um die Nordexpedition vorzubereiten. Währenddessen zettelten unzufriedene Kaufleute in Guangzhou einen Aufstand an. Die Whampoa-Studenten wurden zur Niederschlagung des Aufstandes mobilisiert, das war die erste Kampfhandlung der Absolventen. Ende November bestand Xu erfolgreich die Abschlussprüfung der Akademie. Er wurde in der Akademie als Ausbilder und Platoonführer eingestellt.
Im Februar 1925 nahm Xu erfolgreich an dem Krieg gegen den Warlord von Guangdong, Chen Jiongming, teil. Ende Mai wurde Guangzhou von den Warlords aus den Nachbarprovinzen belagert. Die Whampoa-Truppen eilten zurück und befreiten Suns provisorische Hauptstadt. Später wurde Xu nach Henan abkommandiert. In der Nationalen Revolutionsarmee unter Führung von Feng Yuxiang wurde er Trainer und Stabsoffizier. Nach der Niederlage von Feng kehrte Xu zuerst in seine Heimat zurück, ging später wieder nach Süden, um Anschluss an die Revolutionäre zu finden. Im November 1926 ging Xu über Shanghai nach Wuhan und wurde wieder Militärausbilder. Im März 1927 wurde er Mitglied der KPC, im Juni Stabsoffizier von Zhang Fakui.

## Erster Chinesischer Bürgerkrieg

### Guangzhou-Aufstand
Am 12. April 1927 begann Chiang Kai-shek die Säuberung der Kuomintang von den Kommunisten. Am 15. Juli schwenkte die Wang Jingwei Regierung in Wuhan ebenfalls auf dem Kurs der Kommunistenverfolgung um. Am 1. August starteten die Kommunisten unter Führung von Zhu De, Zhou Enlai und Ye Ting den Nanchang-Aufstand. Damit begann der erste chinesische Bürgerkrieg.
Xu wurde von der Kommunistischen Partei über Shanghai nach Guangzhou geschickt, um den Guangzhou-Aufstand zu organisieren. Die Aufständischen wurden in die 4. Rote Division umorganisiert. Xu wurde zuerst Parteikommissar des 10. Regiments, später Divisionsstabschef und Divisionskommandeur. Die 4. Division vereinigte sich mit der 2. Roten Division und führte einen Guerillakrieg in der Guangdong Provinz. Nach der Zerschlagung des Aufstandes gelangte Xu mit Hilfe der im Untergrund operierenden Kommunisten über Hongkong und Shanghai nach Dabie Shan.

### Die ersten drei Belagerungen
1929 entsandte das Zentralmilitärkommittee der KPC Xu nach Nordosten von Hubei. Ab Juni wurde er stellvertretender Divisionskommandeur der 31. Division. Unter seiner Führung errang die Truppe zahlreiche Siege und wuchs auf über 700 Mann. Im November verfasste er mit anderen zusammen eine Schrift über die Erfahrungen des Guerillakampfes. Ende des Jahres heiratete Xu Xiangqian eine Soldatin.

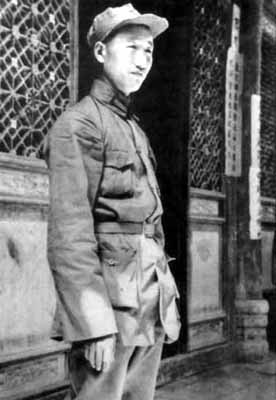
Xu Xiangqian in der Roten Armee

Im Frühjahr 1930 wurde Xu zum stellvertretenden Korpskommandeur des 1. Korps und zum Kommandeur der 1. Division ernannt. Seine Truppe operierte entlang der südlichen Strecke der Eisenbahnlinie zwischen Peking und Hankou. Xus Truppen vernichteten vom Juni bis August zwei Regimenter, zwei Brigaden und besetzten Xinzhou. Gleichzeitig entsandte Chiang Kai-shek acht Divisionen und begann mit der ersten Belagerung der von Kommunisten besetzten Gebiete. Bis zum Frühjahr vernichteten Xus Truppen insgesamt fünf feindliche Brigaden. Das 1. und 15. Korps wurden zum 4. Korps fusioniert, Xu wurde Stabschef. Er testet eine neue Taktik aus, indem er Teile der feindlichen Truppen belagerte und die Truppen vernichtete, die zur Hilfe kamen. In mehreren Schlachten zerschlug er ein Regiment und nahm einen Divisionskommandeur gefangen.
Im April 1931 begann die Komingtang-Regierung mit der zweiten Belagerung. Als Oberkommandierender wurde He Yingqin ernannt. Insgesamt fünf Divisionen wurden zusammengezogen, drei kamen aus Norden und zwei aus Süden. Zielsetzung war es, innerhalb eines Monats die kommunistischen Gebiete zu befrieden. He jedoch wollte nicht gegen die Kommunisten kämpfen, stattdessen schickte er Unterhändler, um mit dem Roten Armee zu verhandeln. Seine Friedensgesten stießen jedoch nicht auf Gegenliebe. Unter Xu griff das Vierte Rote Korps die gegnerischen Truppen aus dem Süden an und errang mehrere Siege. Währenddessen wurde Zhang Guotao als Politkommissar zum Vierten Korps gesandt. Zwischen Zhang und der militärischen Führung kam es jedoch zu gravierenden Meinungsverschiedenheiten. Nach den Siegen wünschte sich Zhang, dass die Truppen nach Osten marschierten, um die chinesische Hauptstadt Nanjing direkt zu bedrohen. Xu fand die Idee unpraktikabel. Stattdessen verstärkte er seinen Angriff gegen die Südarmee und beendete dadurch die zweite Belagerung.
Zhang verlangte die Umkehr der Truppen. Die Mehrheit der Kommandeure war jedoch dagegen. Zhang schrieb einen Brief an die Parteizentrale und beschuldigte die Kommandeure, sie würden sich der Parteiführung widersetzen. Im September erhielt Zhang die Erlaubnis der Zentrale, eine Säuberung durchzuführen. Zhang beschuldigte mehrere Kommandeure, sie seien in der Wirklichkeit Spione des Feindes. Als Militärkommandeur durfte Xu sich nicht in politische Angelegenheiten einmischen. Allerdings fiel auch seine Frau der Säuberung zum Opfer. Der Grund ihres Todes wurde Xu jedoch verheimlicht, er erfuhr den wahren Grund erst 1937.
Im November 1931 wurden das 4. und das 25. Korps zum Vierten Großverband zusammengefasst. Xu war der Korpskommandeur des 4. Korps. Der Großverband hatte insgesamt 30.000 Mann. Zu dieser Zeit hatte Chiang die Dritte Belagerung der Sowjetzone gestartet, diesmal mit 15 Divisionen. In der Schlacht von Huang’an zerschlug Xu die 69., die 33. und Teile der 31. Division, nahm einen Divisionskommandeur gefangen. Anfang 1932 nahm Xu Shangcheng ein. Im März zerschlug er die 7., 46. und 55. Division und nahm den Oberkommandierenden der feindlichen Truppen gefangen. Im Juni wurde das feindliche 20. Korps vom Vierten Großverband vernichtend geschlagen. Damit war die dritte Belagerung gescheitert.

### Erster Strategischer Umzug

Flagge der Chinesischen Arbeiter und Bauer Roten Armee

Nach der Niederlage der Dritten Belagerung leitete Chiang persönlich die Vierte Belagerung ein. Im Juli hielt der Vierte Verband eine Tagung ab, um die weitere Strategie zu diskutieren. Während Xu für ein Abwarten plädierte, schlug Zhang den Angriff vor. Die 1., 2. und 3. Division, die gegen den Vierten Verband eingesetzt wurden, gehörten zur Elitetruppe Chiangs. Auch die Taktik der Kuomingtang-Truppen hatte sich geändert. Sie zogen den Belagerungsring nur vorsichtig und langsam zusammen. Xus Truppen waren auf diese Taktik nicht vorbereitet, auch in der Bewaffnung war er dem Gegner klar unterlegen. In heftigen Stellungskriegen erlitten seine Truppen schwere Verluste. Xu und Zhang telegrafierten im September an die KP-Zentrale und baten um die Rückzugserlaubnis. Die Situation zwang den Vierten Großverband in einer Notversammlung der Kommandeure, aus der Sowjetzone von Hubei abzuziehen. Das 25. Korps wurde als Guerilla zurückgelassen. Im Oktober begann der Großverband nach Westen auszuweichen. Die Kuomintang-Truppen setzten sofort nach und umzingelten den Großverband vollständig. Die Truppen verwickelten sich in heftige Kämpfe. Am Abend des 13. Novembers gelang Xu den Durchbruch. Am 24. November überquerten Xus Truppen Qin Ling und erreichten Shaanxi. Als sie in die Nähe von Xi’an kamen, wurden sie in Kämpfe mit Yang Huchengs Truppen verwickelt. Anfang Dezember überquerte er abermals den Qinling und ließ so die Verfolger hinter sich. Bis dahin blieben vom Vierten Großverband noch 14.400 Mann. Ende Dezember überquerten sie Daba Shan, erreichten Sichuan und errichteten in Tongjiang die Sichuan-Shaanxi-Sowjetzone.
Wegen Feindseligkeiten zwischen den Warlords in Sichuan und Chiangs Truppen konnten die Truppen der Nationalregierung nicht ohne weiteres in Sichuan einmarschieren, um die Kommunisten zu verfolgen. Nachdem der Vierte Großverband im Norden von Sichuan Fuß gefasst hatte, begannen sie sogleich mit der Landreform und dem Aufbau einer Sowjetzone. Januar 1933 führte Xu seine Truppe gegen die lokalen Truppen und besetzte Bazhong. Der Erfolg der Kommunisten führte zur Einstellung der inneren Konflikte der lokalen Warlords. Sie beschlossen eine Zusammenarbeit gegen die Kommunisten. Chiang ernannte einen von ihnen zum Oberbefehlshaber für die Belagerung. Xu zog seine Truppen zurück, um seine Linie zu verkürzen. Nach vier Monaten Rückzug verwandelte er seinen eigenen Nachteil zum Nachteil des Feindes und schlug zu. Insgesamt erlitt die Nationalarmee einen Verlust von 24.000 Mann. Nach diesem Sieg erreichte der Vierte Verband ein geheimes Nichtangriffsabkommen mit Yang Hucheng.
Währenddessen begann Zhang Guotao die nächste Runde der Säuberung, der viele Kommunisten zum Opfer fielen. Nachdem die Belagerung abgewendet wurde, hielt die Rote Armee im Juli ein Meeting und beschloss das Ende der Säuberung. Zugleich wurde die Armee neu organisiert. Die 40.000 Mann zählende Truppe wurde in das 4., das 9., das 30. und das 31. Korps aufgeteilt. Xu wurde Oberbefehlshaber des Großverbandes.
Im August startete Xu drei Großangriffe. Am 12. August besetzte er Yilong und Nanbu. Diese beide Landkreise waren wichtig für die Sowjetzone, da sie Salzvorkommen vorweisen. Die Nationaltruppen erlitten Verluste von 3000 Mann. Am 20. August besetzte er Yingshan und Qu. Diese waren strategische Verteidigungspositionen der Nationalarmee. Am 17. Oktober besetzte er in Zusammenarbeit mit den Guerillakämpfern Xuanhan und Dachuan. Eine Munitionsfabrik wurde erobert, die Guerillakämpfer wurden zum 33. Korps reorganisiert. Danach hielten die Rotarmisten bereits acht Kreisstädten. Die Truppe wuchs bis auf 80.000 Mann heran.
Die Erfolge der Roten Armee intensivierten die Zusammenarbeit der Warlords. Sie mobilisierten über 200.000 Mann und setzten die Armee in sechs Richtungen gegen die Sowjetzone an. Nach heftigen Kämpfen konnte Xu den Gegner zurückwerfen. In der Frage der weiteren Strategie kam es zu Meinungsunterschieden zwischen Xu und Zhang. Am Ende musste Xu sich jedoch beugen. Xus Untergebene Li Xiannian widersetzte sich dem Befehl. Mit einem gewagten taktischen Vorstoß konnte er die zurückziehende feindliche Hauptkraft umzingeln und vernichten. Damit wurde auch diesen Angriff abgewendet. Der Preis für den Sieg war trotzdem hoch. Die Rote Armee verlor etwa 20.000 Mann. Die gesamte Sowjetzone wurde schwer verwüstet und der Nachschub wurde sehr schwierig.

### Zweiter Strategischer Umzug

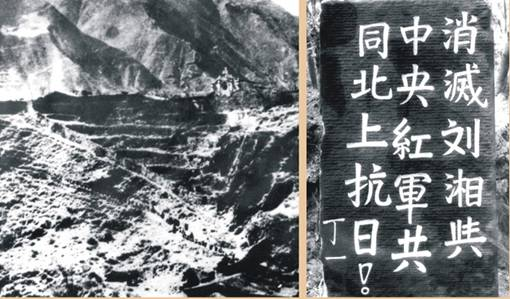
Links: Treffpunkt des Ersten und des Vierten Großverbands; rechts: Propagandaspruch der Roten Armee

Ende 1934 war die Sowjetzone in Sichuan schwer angeschlagen. Zur gleichen Zeit war auch das 25. Korps unter der Führung von Mao Zedong gezwungen, mit dem Langen Marsch zu beginnen und sich nach Westen zu bewegen. Chiang Kai-shek schickte weitere Truppen nach Sichuan und befahl Yang Hucheng, an dem Angriff gegen die Kommunisten zu beteiligen. Nach Beratung der ranghohen Militärkommandeure beschloss Xu, den Vierten Großverband Richtung Gansu zu führen, um ihn mit Maos Truppen zu vereinigen.
Xu benutzte seine alte Taktik und belagerte Guangyuan, in der Hoffnung, dass sein Gegner Verstärkung schicken würde und er ihr auf dem Weg auflauern könnte. Sein Plan jedoch ging nicht auf. Da er Guangyuan nicht erobern konnte, musste er sich zurückziehen. Die Parteizentrale hatte zu dieser Zeit die Konferenz von Zunyi abgehalten und begann mit dem Ersten Großverband den Langen Marsch. Dem Vierten Großverband wurde befohlen, nach Norden vorzudringen, und sich mit dem Ersten Großverband zu vereinigen. Februar 1935 setzte der Vierte Großverband über Ningqiang nach Mian über. Im März besetzte er Yilong und Cangxi, setzte über den Fluss Jialing Jiang über. Im April wurde das strategisch wichtige Jiange besetzt. Die Mannschaftsstärke wuchs sogar bis zu 80.000 Mann.
Chiang Kai-shek schickte zahlreiche Truppen, um ein Zusammentreffen der beiden Rote-Armee-Verbände zu unterbinden. Zhang Guotao beschloss, nach Westen auszuweichen. Am 12. Mai begann Xu in Richtung Beichuan vorzustoßen. Am 15. eroberte er Mao, am 21. Beichuan. Danach eroberte er Li. Li Xiannians Truppe eroberte Xiaojin, wo er am 13. Juni den Ersten Großverband traf.
Nach dem Treffen der beiden Großverbände entbrannte zwischen deren Führer ein Streit über zukünftige Strategie. Mao wollte nach Norden, in das Grenzgebiet zwischen Sichuan, Shaanxi und Gansu. Zhang wollte die Truppen nach Süden führen, um das Versorgungsproblem zu lösen. Am 26. Juni wurde ein Meeting abgehalten, um darüber zu diskutieren. Mitte Juli traf sich Xu mit Mao Zedong, Zhou Enlai, Zhu De. Auf diesem Treffen wurde beschlossen, die Zusammenarbeit der beiden Großverbände zu intensivieren, und das Zusammenhaltsgefühl zu stärken. Xu wurde Oberbefehlshaber der Truppen. Chiang Kai-shek schickte weitere Truppen, um die Rote Armee zu belagern. Die Rote Armee änderte ihren Kurs und marschierten nach Norden, nahm Xiahe ein. Zhang bestand darauf, dass die Strategiefrage geklärt werden sollte. Er bestand auch darauf, dass die Rote Armee in zwei Großverbänden organisiert werden solle. Xu stimmte Mao zu, dass sie nach Norden ausweichen sollen. Es wurde beschlossen, dass Xu Xiangqian, Ye Jianying und Peng Dehuai ihre Truppen nach Norden durch Zoigê führen sollten, während Zhang Guotao, Zhude und Liu Bocheng nach Ngawa vorstießen. Xu bewegte sich sehr schnell und griff die 49. Division an. Der Divisionskommandeur wurde getötet. Die Verluste der Nationalarmee betrugen 4000 Mann.
Die von Zhang geführte Truppe bewegte sich jedoch nicht wie geplant. Am 8. September telegrafierte Zhang an Xu und befahl die Rückkehr. Damit wurde der Machtkampf zwischen Zhang und Mao offensichtlich. Mao telegrafierte am selben Abend ebenfalls Xu und befahl ihm, nach Norden zu marschieren. Am nächsten Tag telegrafierte Zhang wieder an Xu und insistierte, dass die Truppen zurückkehrten. Xu war hin- und hergerissen. Mao suchte Xu am selben Abend auf und fragte nach seiner Entscheidung. Xu sagte, dass die Truppen nicht mehr getrennt werden sollten.
Am 10. September beschloss die Parteizentrale, nicht mehr auf Xu zu warten. Das Erste und Dritte Korps des Ersten Großverbands zogen noch in der Nacht nach Norden. Xu erfuhr von dieser Bewegung erst am nächsten Morgen. Er führte seine Truppen wieder gen Süden, um sie mit Zhang zu vereinigen. Am 5. Oktober gab Zhang bekannt, dass er eine unabhängige Parteizentrale errichten und sich selbst zum Parteivorsitzender ernennen wolle. Liu Bocheng, der sich offen gegen Zhang ausgesprochen hatte, wurde degradiert. Xu Xiangqian und Zhu De waren zwar gegen die Spaltung, gaben jedoch klein bei. Sie schlugen vor, zuerst eine eigene Basis zu schaffen. Zuerst konnte Xu Baoxing, Tianquan und Lushan erobern. Dann traf er die Haupttruppen der Nationalarmee und erlitt schwere Verluste. Die Situation des vierten Großverbands wurde sehr prekär.
Januar 1936 war Zhang gezwungen, die Spaltung der Partei aufzugeben. Seine Militärkommandeure verlangen alle, nach Norden zu marschieren, und dem Ersten Großverband zu folgen. Im nächsten Monat begannen sie nach Dawu, Luhuo und Garzê vorzustoßen. Im Juli trafen sie mit dem zweiten Großverband in Garzê ein und beschlossen, nach Norden zu marschieren. Am 5. August eroberte Xu Zhang. Da der Norden von Shaanxi sehr karg war, war es abzusehen, dass dort drei Großverbände versorgt werden konnten. Deswegen wurde beschlossen, dass der zweite Großverband an der Grenze der Provinzen Shaanxi und Gansu operieren solle. Der vierte Großverband sollte Richtung Ningxia vorstoßen. Da die Rote Armee mit der Nordostarmee von Zhang Xueliang ein Geheimabkommen abgeschlossen hatte, kam es im weiteren Verlauf des Langen Marsches nicht mehr zu größeren Kämpfen. Im Oktober erreichte Xu Huining und beendete den Langen Marsch.

### Westzug

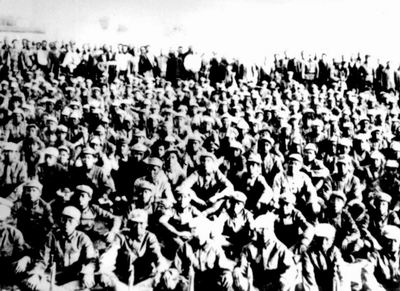
Oktober 1936, Start des Westzugs

Strategie der Kommunisten zu diesem Zeitpunkt war, mit Chiang einen Frieden zu schließen oder ihn zu erzwingen, und gemeinsam den Vormarsch der Japaner zu erreichen. Dazu zählte auch der Westen Richtung Gansu und Ningxia, um einen Korridor zur Sowjetunion zu erschaffen. Auch Chiang Kai-shek verlagerte seine Truppen, um den Kommunisten weiter zuzusetzen. Xu Xiangqian und Chen Changmao wurde befohlen, über den Gelben Fluss nach Westen überzusetzen. Das 30. Korps sollte zuerst übersetzen, dann das 31.
Am 16. Oktober befahl Chiang Kai-shek den Angriff auf die Kommunisten. Am 18. wurden das 1., 3. und 37. Korps der Nationalarmee in Bewegung gesetzt. Am 22. Oktober flog Chiang nach Xi’an, um persönlich den Angriff zu überwachen. Am selben Tag besetzte die Nationalarmee Huining. Am 24. setzten das 30., das 9. und das 5. Korps über den Gelben Fluss. Am 28. Oktober setzten auch der Befehlshaber und sein Stab über den Fluss. Ursprünglich sollte das 31. Korps nachfolgen, wurde jedoch behindert. Dadurch fehlte es der Roten Armee an der Westküste des Flusses an Schlagkraft. Am 30. Oktober besetzte die Nationalarmee Jingyuan, damit wurde die Rote Armee auf der Westseite des Flusses abgeschnitten. Sie wurden gezwungen, nach Norden auszuweichen.
Xus Armee hatte nur Nachschub für drei bis vier Tage und war in einer sehr prekärer Lage. Zwischen Xus Armee und Truppen der lokalen Warlordfamilie brachen heftige Kämpfen aus. Am 6. November beschloss Xu, nach Westen vorzustoßen. Die Truppen wurden in Westarmee umbenannt. Xu wurde Oberbefehlshaber und stellvertretender Politkommissar.
Am 11. November telegrafierte die Parteizentrale an Xu, dass er endgültig auf Nachschub verzichten müsse und schlug vor, die Westarmee nach Xinjiang zu führen und mit Sheng Shicai zu vereinigen. Xu begann seinen Angriff auf Liangzhou. Das 9. Korps griff Gulang an und erlitt schwere Verluste. Das 30. Korps belagerte Liangzhou, griff ferner Yongchang und Shandan an. Just in diesem Moment erhielt die Westarmee den Befehl von der Parteizentrale, am Ort zu bleiben und eine neue Basis zu eröffnen. Innerhalb der Westarmee entstand erheblicher Streit in Bezug auf das weitere Vorgehen. Xu telegrafierte zur Zentrale und erhielt nochmal die Bestätigung: Die Westarmee solle in Gansu eine neue Basis begründen. Zur gleichen Zeit verstärkten die Warlords ihren Angriff. Die Westarmee erlitt schwere Verluste und wurde bis auf 15.000 dezimiert.
Am 12. Dezember ereignete sich der Zwischenfall von Xi’an. Die Warlords stoppten ihren Angriff gegen die Westarmee. Währenddessen dauerte der Streit über das weitere Vorgehen an. Xu wollte weiter nach Westen, während die Zentrale die Armee eher nach Osten marschieren lassen wollte. Nach dem Beenden des Zwischenfalls gab die Zentrale die Zustimmung, nach Westen vorzustoßen. Ende Dezember besetzte die Westarmee Gaotai und Linze. Just zu dieser Zeit erhielt sie wieder den Befehl von der Parteizentrale, in Gansu eine Basis zu errichten. Das Hin und Her gab den Warlords Zeit, ihre Truppen zusammenzuziehen. Am 12. Januar eroberten die Warlords Gaotai, das Fünfte Korps wurde gänzlich vernichtet. Am 16. erhielt Xu wieder ein Telegramm aus der Zentrale mit dem Befehl, nach Osten zu marschieren. Am 23. wurde die Westarmee vollständig umzingelt. Mitte Februar änderte die Zentrale wieder ihren Befehl und ließ die Truppe nach Westen ziehen. Dazu kam innerer Zwist in die Armeeführung. Xu wurde Feigheit vorgeworfen. Nach sieben Tagen heftiger Kämpfe konnte Xu endlich die Truppe aus der Belagerung befreien. Zu diesem Zeitpunkt waren von der Westarmee nur noch etwa 3000 Mann übrig. In einem Meeting beschloss die Armeeführung, dass Xu Xiangqian und Chen Changhao nach Yan’an zurückkehren sollten, während die restlichen Truppen sich verteilen und Guerillakämpfe führen sollten. Von diesen erreichten nur etwa 700 Mann unter Führung von Li Xiannian über Qilian Shan Xinjiang.
Xu verkleidete sich als Bettler und erreichte Pingliang. Dort traf er andere Kommunisten, wurde in Begleitung von Ren Bishi nach Yunyang gebracht. Er wurde zuerst Peng Dehuai untergestellt. Später wurde er wegen Zahnschmerzen nach Xi’an zum Arzt geschickt und traf dort Zhou Enlai. Danach kehrte er nach Yan’an zurück. Zu diesem Zeitpunkt wurde gerade die „Linie von Zhang Guotao“ kritisiert. Viele Kader des Vierten Großverbands wurden verhaftet. Wegen des Totalverlusts der Westarmee wurde auch Xu heftig kritisiert. Mao sagte dazu zu Xu: „Solange der Berg da ist, braucht man nicht zu fürchten, kein Holz mehr zu haben. Dass Du es geschafft hast, zurückzukehren, das ist schon sehr gut. Solange es Hühner gibt, wird es auch Eier geben.“

## Japanisch-Chinesischer Krieg
Mit dem Zwischenfall an der Marco-Polo-Brücke am 7. Juli 1937 begann der Zweite Japanisch-Chinesische Krieg. Im August reisten Zhou Enlai, Zhu De und Ye Jianying nach Nanking, um die Umgruppierung der Roten Armee unter der Nationalarmee zu verhandeln. Am 13. August hielt die Parteizentrale in Luochuan eine Konferenz ab, an der Xu Xiangqian ebenfalls teilnahm. Er wurde auf der Konferenz zum Mitglied der Militärkommission gewählt. Am 28. August wurde die Rote Armee in die Achte Armee der Nationalarmee umgruppiert. Xu wurde Vizekommandeur der 129. Division.

### Shanxi

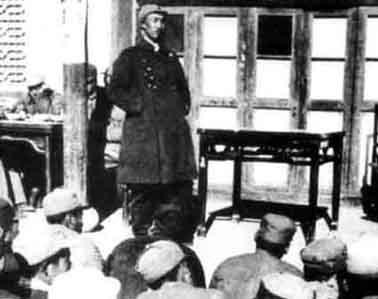
Xu vor den Kadern der 129. Division

Japan hatte zu diesem Zeitpunkt bereits Zhangjiakou besetzt und stieß aus zwei Richtungen nach Shanxi vor. Die 129. Division wurde nach Shanxi geschickt, um den Truppen von Yan Xishan bei der Verteidigung zu helfen. Xu stammte aus Shanxi, hatte dort also Bekanntschaften, auch in der Armee. Deswegen wurde er zum Verbindungsoffizier ernannt. Im September begleitete er Zhou Enlai nach Taiyuan, um mit Yan zu verhandeln. Danach fuhren sie nach Datong, um mit Fu Zuoyi zu verhandeln. Nach der Verhandlung konnte Xu zum ersten Mal seit langer Zeit wieder seine Heimat besuchen.
Zhu De, Peng Dehuai und Xu Xiangqian verließen Taiyuan, um in Wutai Shan und Heng Shan Guerillakämpfe zu führen und die Hauptstreitkraft von Yan Xishan zu unterstützen. In der Schlacht von Xinkou begegneten 80.000 chinesische Soldaten 50.000 japanischen. Am 26. Oktober besetzten die Japaner Xinkou. Xu führte das 769. Regiment nach Xiyang, um die japanischen Truppen bei Niangziguan abzulenken. Am 9. November war Taiyuan verloren, die 129. Division wurde nach Süden verlegt und begann den Guerillakrieg.
Im Dezember 1937 konnte Xu einen Angriff der Japaner zurückschlagen. Da er einer Entscheidungsschlacht auswich, mussten sich die japanischen Truppen zurückziehen. Da die Japaner an dieser Stelle wiederholt Niederlagen erlitten, starteten sie im April einen Großangriff gegen die 129. Division. Xu Xiangqian und Liu Bocheng konnten zuerst mit der 386. Brigade etwa 2200 japanischen Soldaten besiegen. Xu baute auf diesem Erfolg auf und konnte im Mai insgesamt 18 Kreise erobern.

### Hebei

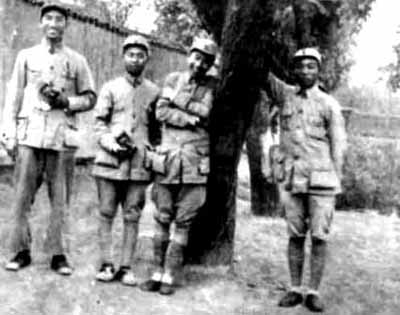
Xu (links) und Kader der 115. Division

Am 21. April 1938 befahl die Parteizentrale der PKC der 129. den Vorstoß nach Hebei und Shandong. Auf einem Meeting in Zuoquan wurde beschlossen, dass Xu das 796. und das 689. Regiment nach Süden von Hebei anführen sollte, während die 386. Brigade Richtung Xingtai und Shahe vorstoßen sollte. Am 26. erreichte Xu Nangong und begann dort den Guerillakrieg.
Am 10. Mai eroberte Xu Wei und Linqing. Am 16. Mai schlug er lokale Milizen zurück. Bis Ende Mai hatte er bereits über 2.000 Mann besiegt und die lokalen antijapanischen Kräfte unter sich vereint. Innerhalb von zwei Monaten wuchs seine Truppe bis auf 18.000 Mann. Bis Ende September hatten die Kommunisten bereits über 20 Kreisstädte besetzt. Im November starteten die Japaner einen Angriff gegen Xus Truppen. Die 129. Division musste einen Teil der besetzten Gebiete wieder räumen. Im Januar 1939 begannen die Japaner erneut einen Versuch, die Kommunisten zu vertreiben. Xu räumte die Kreisstädte, verstärkte jedoch den Angriff auf die Nachschublinie des Gegners. Nach fünf Monaten war der Versuch der Japaner gescheitert, die Kommunisten zu vertreiben.

### Shandong
Kurz nach diesem Feldzug wurde Xu im Mai 1935 von der Parteizentrale nach Shandong geschickt. Nach der Besetzung von Beijing und Tianjin begannen Japaner, entlang der Eisenbahnlinie nach Süden vorzustoßen. Der Oberbefehlshaber der Nationalarmee flüchtete. Zugleich gab es ständig Reibereien zwischen Nationalarmee und der kommunistischen 9. Armee. Die kommunistische Truppe umfasste etwa 70.000 Mann in dieser Region und benötigte eine einheitliche Führung.
Im Juni erreichte Xu Xiangqiang Yimeng Shan und traf die höheren Kommandeure der dortigen Achten Armee. Im August wurde die Armee neu gruppiert. Xu wurde Oberkommandierender. Die Aufgabe der Armee war es, in Shandong den Guerillakrieg gegen Japaner zu führen. Am 20. September 1939 heiratete Xu zum dritten Mal. Seine Frau Wang Jing war ein Kader der Frauenarbeit der Partei.

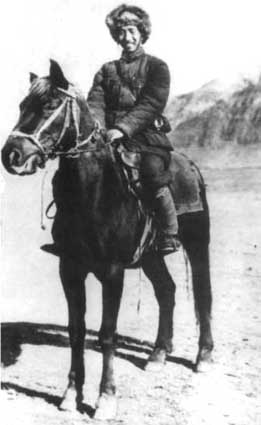
Ende 1940, Xu Xiangqian auf dem Weg nach Yan’an

Ende 1939 griffen japanische Truppen das Gebiet um die Mitte von Shandong an. Sie konnten die Kommunisten nicht vertreiben. Im März 1940 stieß eine Truppe Japaner mit Hilfstruppen mit fast hundert Wagen ohne Hilfe der anderen Truppen in den Yimeng Shan. Sie wurden vollständig vernichtet.

### Rückkehr nach Shaanxi
Juni 1940 verließ Xu Xiangqian mit seiner Frau Shandong und kehrte nach Yan’an zurück, um an dem Siebenten Parteitag der KPC teilzunehmen. Vor einem Treffen jedoch wurde Xu von einem Pferd verletzt und erlitt einen Knochenbruch. Er musste mehrere Monate im Krankenhaus verbringen. Im Mai 1942 wurde Xu zum stellvertretenden Oberbefehlshaber und Stabschef der Sowjetzone ernannt. Er war für das Training der Truppen, Verschlankung der Verwaltung sowie Aufbau der Produktion verantwortlich. Unter anderem durch seine Arbeit konnte die Sowjetzone eine Selbstversorgung garantieren.
1943 wurde Xu von Mao Zedong zum Direktor der Kaderschule in der Sowjetzone ernannt. Im März kam Xu nach Suide und begann seine Arbeit. Im Juli 1944 erkrankte er schwer und wurde ins Krankenhaus gebracht. Deswegen verpasste er auch den Parteitag. Danach musste er sich bis Ende 1945 ausheilen. Inzwischen ging seine Ehe mit Wang Jin zu Bruch. Im Mai 1946 heiratete Xu zum vierten Mal, mit Huang Jie.

## Zweiter Chinesischer Bürgerkrieg
Ende 1945 scheiterten die Verhandlungen zwischen den Nationalisten und den Kommunisten. Im Juni 1946 starteten die Nationalisten einen Generalangriff gegen die Kommunisten, der zweite chinesische Bürgerkrieg begann. Nachdem der Angriff nicht erfolgreich war, konzentrierten die Nationalisten ihren Angriff ab 1947 auf Yan’an. Am 18. November musste die Parteizentrale der KPC aus Yan’an abziehen. In den Provinzen Hebei und Shandong konnten die Kommunisten dabei Erfolge erzielen und die Angriffe zurückschlagen. In Shanxi erlitten Xishans Truppen gegen die Kommunisten jedoch mehrere Niederlagen.

### Schlacht von Yuncheng

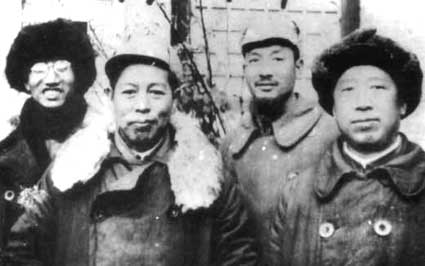
Xu (links) im Jahr 1947

1946 wurde Xu auf eigenen Wunsch nach Taihang Shan gesandt. Im Januar 1947 erreichte Xu Liulin und wurde von He Long empfangen. Schließlich erreichte er Changzhi. Am 13. Juni wurde Xu zum Vizeoberbefehlshaber ernannt, seine Aufgabe war es, Shanxi zu erobern. Gleichzeitig begannen die Kommunisten mit ihrem Gegenangriff: Liu Bocheng und Deng Xiaoping setzten über den Gelben Fluss und bewegten sich Richtung Dabie Shan. Eine andere Truppe, geführt von Chen Geng und Xie Fuzhi, stieß ebenfalls über den Gelben Fluss Richtung Westen von Henan. Die Sowjetzone, die während des Sinojapanischen Krieges als Basis der Kommunisten gedient hatte, hatte drei Aufgaben: Die Versorgung der Südfront zu garantieren, die restlichen Gebiete im Norden zu besetzen und Landreformen in den besetzten Gebieten durchzuführen. Unter Xu standen nur 50.000 Mann Miliz, denen es an Erfahrung mangelte und die zudem schlecht ausgerüstet waren.
Xu leitete die Schlacht von Yuncheng ein. Yuncheng war ein Verkehrsknotenpunkt und hatte strategische Bedeutung. Yan Xishan hatte insgesamt 10.000 Mann für die Verteidigung abgestellt. Bereits im April 1947 hatten die Kommunisten vergeblich versucht, Yuncheng einzunehmen. Im Oktober begann unter dem Kommando von Xu ein zweiter Angriff. Die Kommunisten belagerten die Stadt vom Osten, Norden und Westen. Obwohl der Angriff sorgfältig geplant wurde, konnten die Kommunisten die Stadt erneut nicht einnehmen. Im Dezember kam Wang Zhen als Verstärkung und Xu startete einen dritten Versuch. Mao gab Order, dass mit aller Macht verhindert werden müsse, dass die Nationalisten vom Süden Verstärkung über Yuncheng nach Shanxi schicken konnten. Zwischen dem 16. und 27. Dezember brachen heftige Kämpfe aus, wobei beide Seiten schwere Verluste erlitten. Am Abend des 27. gelang es den Truppen von Xu, 3000 Kilogramm Sprengstoff unter der Nordseite der Stadtmauer zu deponieren und zu zünden. Dadurch gelangten die kommunistischen Truppen in die Stadt. Gleichzeitig konnte verhindert werden, dass Nationalisten vom Süden über den Gelben Fluss Verstärkung in die Stadt schickten. Dadurch wurden die Truppen von Yan Xishan abgeschnitten.

### Schlacht von Linfen und Jinzhong

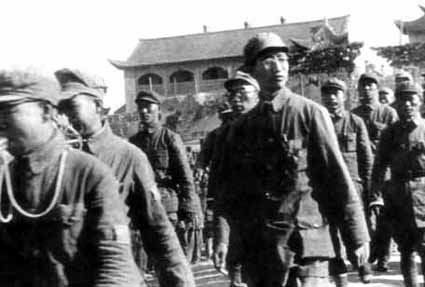
Xu Xiangqian bei der Truppeninspektion 1948 vor der Schlacht von Linfen

Im Januar 1948 eroberten die Nationalisten mit einem Überraschungsangriff Yuncheng. Xu musste die Stadt erneut belagern. Allerdings zogen die Nationalisten wieder freiwillig ab, so dass im Süden von Shanxi nur noch die Stadt Linfen unter der Kontrolle der Nationalisten blieb. Bereits während des Chinesisch-Japanischen Krieges wurde Linfen von den Japanern zu einer Festung ausgebaut. Nach dem Zweiten Weltkrieg hatten Yan Xishan und Hu Zongnan die bereits vorhandenen Verteidigungsanlagen noch ausgebaut und verstärkt. In der Stadt waren 25.000 Mann stationiert, darunter die 30. Brigade und die 66. Division. Das Ziel von Xus Angriffsvorbereitung war zu verhindern, dass die stationierten nationalen Truppen aus der Stadt abziehen und woanders aufgestellt werden konnten. Am 6. März erhielt Xu Bericht, dass Transportflugzeuge auf dem Flughafen von Linfen gelandet seien, um die 30. Brigade abzutransportieren. Xu beschloss, den Angriff vorzeitig zu starten. Am Morgen des 7. März wurde der Flughafen erobert.
Trotz Krankheit begab sich Xu persönlich zur Front, um den Kampf zu befehligen. Wegen der starken Befestigung konnte die Volksbefreiungsarmee keine Geländegewinne machen, Xu musste seinen Angriffsplan ändern und konzentrierte sich auf Norden und Osten. Vom 23. bis 29. März versuchte die Volksbefreiungsarmee vergeblich, die Ostfestung mit Kanonenfeuerunterstützung und Tunneln einzunehmen. Xu änderte erneut seinen Angriffsplan. Diesmal konzentrierte er sich auf die Festung und den Tunnelbau. Am 9. April wurden vier Tunnel fertiggestellt und über 8000 Kilogramm Sprengstoff deponiert. Am 10. April konnte die Volksbefreiungsarmee die Festung einnehmen. Vom 15. April an begann der erbitterte Kampf um die Stadt selbst. Ende April griff die Nationalarmee überraschend Shijiazhuang an. Dadurch wurde der Druck auf Xu erhöht, da die Parteizentrale ihm befahl, Truppen zur Rettung von Shijiazhuang abzustellen. Xu musste seinen Angriffsplan erneut umstellen. Auch Zhu De schrieb einen Brief an die Truppen, um die Moral zu heben. Erst am Abend des 17. Mai konnten die Kommunisten ein Loch in die Stadtmauer sprengen und so in die Stadt eindringen. Der Kampf dauerte insgesamt 72 Tage und kostete die Kommunisten 15.000 Leben. Aber sie konnten nun den gesamten Süden von Shanxi kontrollieren. Die 23. Brigade, die zuerst in die Stadt eindrang, erlitt besonders schwere Verluste und trug fortan den Namen „Linfen Brigade“ und gehört bis heute zu den renommiertesten Truppen der Volksbefreiungsarmee (heute 12. Armee 179. Brigade).

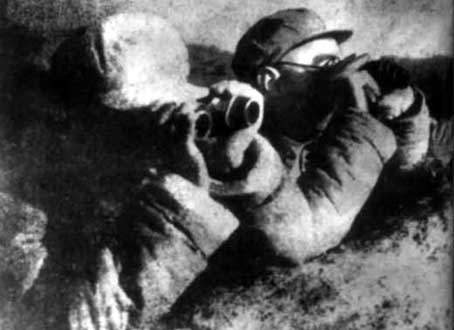
Xu Xiangqian am Front

1946 beschloss die KPC, die frühere Sowjetzone in Region Nordchina umzubenennen. Xu Xiangqian wurde stellvertretender Oberbefehlshaber der Militärregion Nordchina. Unter Xu standen insgesamt 60.000 Mann. Der nächste Schritt von Xu war, die Mitte von Shanxi zu erobern. Yan Xishan, der langjährige Warlord von Shanxi, hatte hier vier Korps und andere Elitetruppen stationiert, mit insgesamt 100.000 Mann. Ihre Aufgabe war die Sicherung der Ernte. Xus Truppen waren unterlegen und zudem durch die letzten Kämpfe ausgepowert. Xu hatte das Ziel ausgegeben, vier bis sechs Divisionen des Gegners zu vernichten. Yan beschloss, den Fehler von Yuncheng und Linfen nicht zu wiederholen, und führte ebenfalls einen angriffs- und bewegungsbetonen Krieg.
Am 20. Juni befahl Xu seinen Truppe den Einmarsch in die Mitte von Shanxi. Um seine Absicht zu vertuschen, täuschte er vor, über den Gelben Fluss setzen zu wollen. Zudem ließ er einige Gefangene mit falschen Informationen frei. Allerdings wurde seine Vorhut am 11. Juni vom Gegner entdeckt und angegriffen und erlitt schwere Verluste. Xu war zu dieser Zeit noch krank, trotzdem begab er sich zur Front, um persönlich den Kampf zu befehligen. Xu konnte den Gegner in eine Falle locken und vernichtete die 70. Division. Der gegnerische Divisionskommandeur fiel. Am 21. Juni konnte Xu erneut seinen Gegner überraschen. Diesmal war die Elitedivision von Yan das Opfer. Der Verlust des Gegners betrug 7.000 Mann. Am 23. Juni konnte er dem 19. Korps auf dem Weg auflauern und schlagen. Der Stabschef des Korps wurde gefangen genommen. Insgesamt betrugen die Verluste der Nationalisten zu diesem Zeitpunkt 17.000 und die der Kommunisten 4.000 Mann.
Ende Juni stießen Xus Truppen weiter nach Norden vor. Er wollte die Nationalisten in der Mitte mit einer Zangenbewegung umzingeln. Seine Intention wurde von seinem Gegner erkannt. Am 3. Juli entbrannten heftige Kämpfen auf der Nordseite der Umzingelung. Unter schweren Verlusten konnten Xus Truppen einen Ausbruch der Nationalisten verhindern. Die Nationalisten wichen am 6. Juli nach Yuci aus und gingen in die Falle, die Xu ihnen gestellt hatte. Insgesamt wurden 30.000 Mann eingekesselt. Am Abend des 7. Juli besetzten Xus Truppen Qi und nahmen den Divisionskommandeur der 37. Division gefangen. Durch taktische Fehleinschätzung versäumten die Nationalisten, noch rechtzeitig auszubrechen. Am 10. Juli versuchte Yan Xishan noch, Entsatz für die Eingeschlossenen zu schicken. Xu Xiangqian konnte die Entsatztruppen zurückschlagen. Ohne Hoffnung auf Rettung war der Kampf um die Mitte von Shanxi am 21. Juli mit dem Sieg der Kommunisten beendet. Der Kampf um die Mitte von Shanxi dauerte insgesamt einen Monat. Die Kommunisten besetzten dabei 14 Kreisstädte und vernichteten insgesamt 70.000 Gegner. Mehrere höherrangige nationalistische Kommandeure wurden gefangen genommen.

### Schlacht um Taiyuan

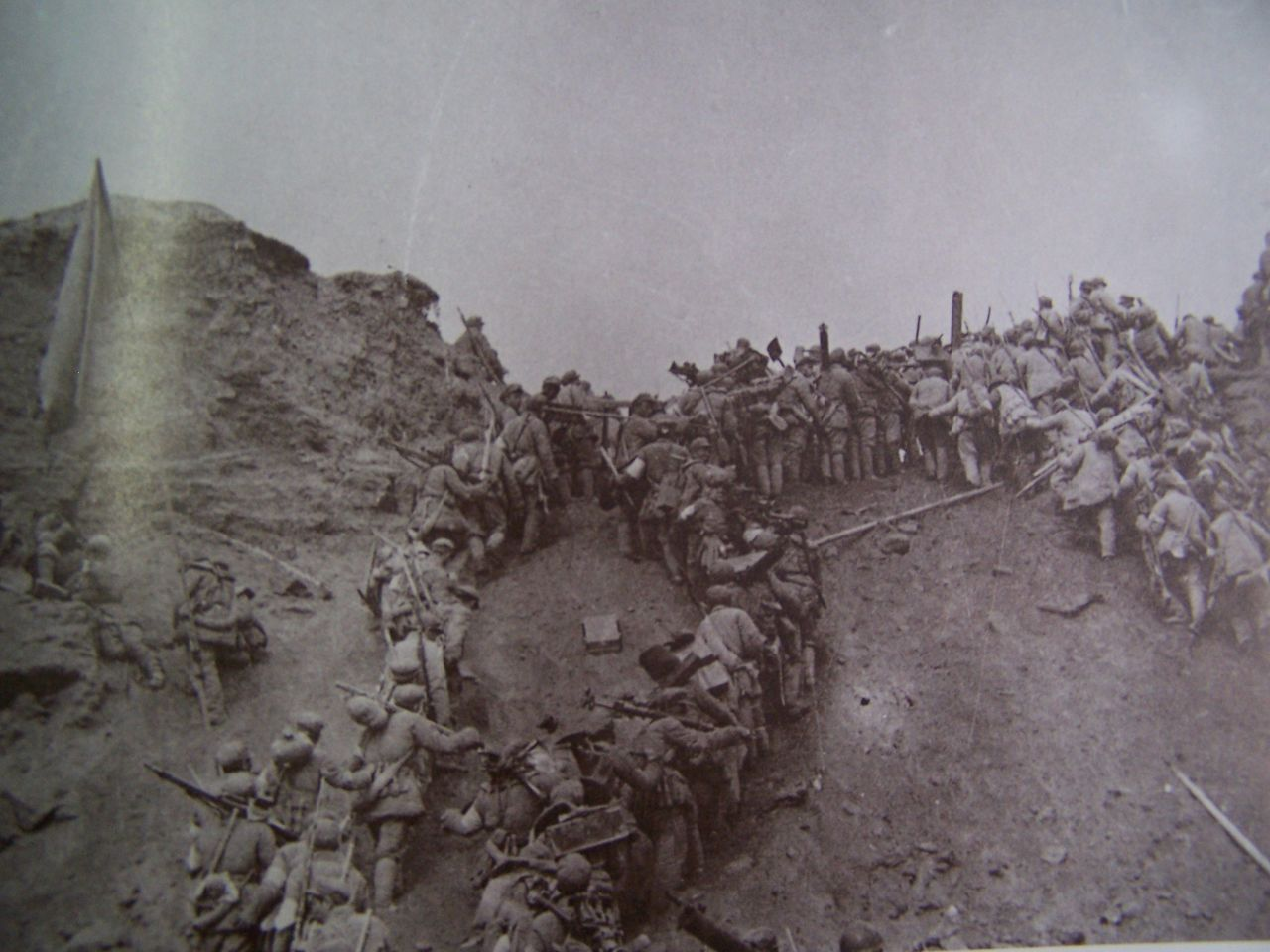
Volksbefreiungsarmee während des Schlachts um Taiyuan

Taiyuan ist die Provinzhauptstadt von Shanxi. Vom Norden, Osten und Westen ist sie von Bergen umgeben. Sie ist schon seit dem Altertum ein wichtiger Schlüsselpunkt der Provinz und genießt den Ruf einer leichten Verteidigung. Sie ist auch die letzte Festung von Yan Xishan. Zu diesem Zeitpunkt waren 60.000 Mann hier zur Verteidigung stationiert. Am 15. Juli schlug Xu der Parteizentrale vor, Taiyuan zu belagern. Am nächsten Tag wurde der Vorschlag genehmigt. Am 21. Juli ersuchte Xu um Verstärkung für den Angriff, was ebenfalls genehmigt wurde. Zuerst wurde der Truppe eine einmonatige Erholung verordnet. Danach erkrankte Xu jedoch schwer und musste nach Shijiazhuang zur Kur geschickt werden. Im September nahm Xu an dem Politbüromeeting der KPC teil. Er teilte Liu Shaoqi mit, dass er persönlich aus gesundheitlichen Gründen den Angriff gegen Taiyuan nicht befehligen konnte. Liu jedoch bestand darauf, dass er den Angriff leitete. Er ließ Hu Yaobang als Politkommissar der Truppe seine Grüße ausrichten und die Moral der Truppe heben.
Nachdem die Verstärkung eingetroffen war, maß die Volksbefreiungsarmee 80.000 Mann, während Yan Xishan seine Kräfte ebenfalls durch Anwerbung auf bis zu 100.000 Mann erweitert hatte. Innerhalb eines Umkreises von 50 km wurden um Taiyuan über 5.000 Befestigungen gebaut. Die Kommunisten planten die Einnahme der Stadt innerhalb von drei Monaten, ferner planten sie den Beginn des Angriffs zum 19. Oktober. Am 1. Oktober jedoch ergriff Yan Xishan zuerst die Initiative und griff die Kommunisten während ihrer Vorbereitung an. Am 5. Oktober ordnete die Parteizentrale ein Vorziehen des Angriffs an. Xu war immer noch krank, begab sich jedoch am nächsten Tag auf den Weg zur Front. Unterwegs holte er sich noch eine Erkältung, erreichte den Befehlsstand trotzdem am 10. Oktober. Anfangs kamen die Kommunisten gut voran, sie konnten schnell eine Lücke in der zweiten Verteidigungslinie aufbrechen. Vom 16. Oktober an begannen die Kommunisten mit ihrer zweiten Phase des Angriffs. Das Ziel war, die vier wichtigsten Festungen um Taiyuan einzunehmen. Nach insgesamt 17 Tagen heftiger Kämpfe konnten die Kommunisten das Ziel erreichen. Der Verlust auf beiden Seiten betrug über 15.000 Mann.
Kurz vor Ende dieser Kampfphase holte sich Xu Xiangqian wieder eine schwere Erkältung bei der Inspektion der Front. Als er zur Zentrale zurückkehrte, fühlte er heftigen Schmerz in Brust und Bauch. Später wurden Ödeme in der Lunge und eine Brustfellentzündung bei ihm diagnostiziert. Zhou Enlai, Hu Yaobang und andere rieten ihm zur Erholung, aber Xu bestand darauf, den Kampf zu kommandieren. Nachdem die wichtigen Festungen außerhalb von Taiyuan besetzt wurden, beschloss die Parteizentrale, sich mit dem Sturm auf die Stadt selbst Zeit zu lassen. Nach Eroberung der Festungen hatten beide Seiten schwere Verluste erlitten. Chiang Kai-shek schickte die 83. Brigade als Verstärkung, für ihren Transport errichtete Yan Xishan fünf provisorische Flugplätze ein. Die Kommunisten bekamen 5000 Mann zusätzlich, die an der Schlacht von Jinan teilgenommen hatten, und 10.000 Neurekruten. Währenddessen ließ Bo Yibo an Yan Xishan einen Brief schreiben, um ihn zur Aufgabe zu bewegen. Xu Xiangqian ließ ebenfalls den Lehrer von Yan Xishan einen Brief an ihn schreiben. Yan tötete die Boten, um seine Entschlossenheit zu demonstrieren. Versuche, Teile von Yans Truppen zum Überlaufen zu bewegen, scheiterten ebenfalls. Danach riet Xu Mao Zedong, Yans zur Kapitulation zu bewegen und die Erstürmung einzuleiten.
Im Januar 1949 kapitulierte Fu Zuoyi in Beijing. Taiyuan wurde die einzige nationalistische Festung im Nordchina. Am 1. März wurde Xu zum Oberkommandierenden der Angreifer ernannt. Zudem bekam er Verstärkungen. Am 29. März verließ Yan Xishan mit dem Flugzeug die Stadt. Der Vize-Oberkommandeur der Volksbefreiungsarmee Peng Dehuai kam persönlich vorbei, um die Truppen zu besuchen. Am 20. April morgens begannen die Kommunisten vom Norden, Osten und Süden die Stadt zu erstürmen. Am 22. wurden alle Befestigungen außerhalb der Stadtmauer besetzt. Die Verteidiger lehnten erneut eine Kapitulation ab. Am 24. wurde die Stadt eingenommen.
Die Schlacht um Taiyuan hatte insgesamt über ein Jahr gedauert. Eine Woche später ergaben sich die Truppen in Datong. Am 5. Mai kapitulierte Xinxiang, damit haben die Kommunisten ganz Shanxi unter Kontrolle. Am nächsten Tag wies die Parteizentrale Xu Xiangqian an, endlich in Urlaub zu gehen. Xu stimmte zu. Er verabschiedete sich von seiner Truppe und ging nach Qingdao zur Kur.

## Volksrepublik

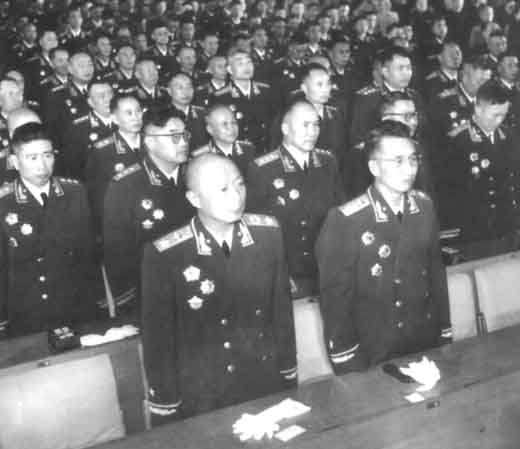
Xu Xiangqian (links) bei der Ordensverleihung am 27. September 1955

### Anfangszeit
Am 1. Oktober 1949 wurde die Volksrepublik China ins Leben gerufen. Xu wurde Regierungskommissar, Militärkommissar und Oberster Stabschef der Volksbefreiungsarmee. 1950 zog Xu von Qingdao nach Beijing. Im Sommer 1951 führte Xu eine Delegation in die Sowjetunion. Die Aufgabe dieser Delegation waren Waffenankauf, Aufbau der Rüstungsbetriebe mit Hilfe der Sowjetunion, Koordination der Waffentechnik sowie Techniktransfer. Am 25. Mai fuhr die Delegation mit dem Zug los, am 4. Juni erreichte sie Moskau. Die Verhandlungen dauerten vier Monate, erst Mitte Oktober wurden die Verträge unterschrieben. Auf dem Rückweg holte Xu sich wieder eine Erkältung mit einer Entzündung des Brustfells. Er bekam hohes Fieber und musste sich lange Zeit erholen. Erst danach konnte er langsam seine Aufgabe als Stabschef aufnehmen.
1954 wurde Xu Vizevorsitzender der Militärkommission sowie der Verteidigungskommission. Ihm unterstanden Luftwaffe und Luftverteidigung. 1955 wurde er zum Marschall befördert, er erhielt die Medaille des Ersten August erster Klasse, die Unabhängigkeitsmedaille erster Klasse und die Befreiungsmedaille erster Klasse. Ab 1963 leitete er die Milizen. Von 1965 an wurde er Vizekommissar der Ständigen Kommission der Volksvertretung.

### Kulturrevolution
1966 brach die Kulturrevolution aus. Am 6. Januar 1967 befahl Mao, Xu Xiangqian die Stelle des Verantwortlichen für Kulturrevolution des Militärs zu übernehmen. Xu lehnte ab. Er begründete seine Entscheidung mit Krankheit und reichte ein Rücktrittsgesuch ein, das von Mao abgelehnt wurde. Am 12. nahm Xu Xiangqian die Stelle an, Jiang Qing wurde seine Beraterin.
Mitte Januar veranlasste Chen Boda die Roten Garde, die Kulturrevolution ins Militär zu tragen. Am 19. Januar wurde ein Meeting der Militärkommission einberufen, um zu diskutieren, ob die Notwendigkeit bestünde, die Kulturrevolution ins Militär zu tragen. Die Marschälle Xu Xiangqian, Ye Jianying und Nie Rongzhen waren strikt dagegen, während Maos Vertraute Jiang Qing, Kang Sheng und Yao Wenyuan sich dafür aussprachen. Währenddessen spitzte sich die Situation draußen weiterhin zu. Am selben Abend wurde die Wohnung des höchsten Politkommissars der Armee von der Roten Garde durchsucht. Am nächsten Vormittag kam es auf dem Meeting zu heftigem Streit. Ye schlug mit der Faust so heftig auf den Tisch, dass er einen Knochenbruch erlitt. Dieses Ereignis war der Beginn des „Februargegenstroms“.
Nach dem Meeting begann die Rote Garde, andere ranghohe Militärs zu kritisieren. Das Zentralmilitärkommittee wurde faktisch lahmgelegt. Am Abend des 24. Januar suchte Xu Xiangqian Lin Biao auf und forderte Ruhe und Stabilität für das Militär. Lin stimmte zu. Sie beriefen Ye Jianying und Nie Rongzhen zu Lin und legten sieben Regeln fest. Danach diskutierten die Marschälle mit der Leitungsgruppe der Kulturrevolution der Parteizentrale. Im Anschluss wurden die Regeln den Militärbezirkskommandeuren mitgeteilt, und es wurde um deren Meinung gebeten. Aus dem Feedback wurden dann acht Regeln festgelegt. Am 28. Januar suchten Lin und Xu Mao auf, Mao erließ die acht Regeln als seinen Befehl. Erst danach kehrte langsam Ruhe im Militär ein.
Am 8. Februar gab es ein Meeting des Politbüros. Erneut kam es zu Streit. Am 11. Februar gerieten die Marschälle mit Kang Sheng und Zhang Chunqiao aneinander. Am 16. erreichte die Auseinandersetzung den Höhepunkt. Auf dem Meeting schimpften viele ranghohe Militärs über die Kulturrevolution. Nach dem Meeting schwärzte die Leitungsgruppe die Marschälle bei Mao an. Mao unterstützte die Leitungsgruppe. Von diesem Zeitpunkt an wurden die Ereignisse „Februargegenstrom“ genannt. Im April wurde Xu auf dem Meeting der Militärkommission gezwungen, Selbstkritik zu üben. Am 16. und 17. April wurde Xus Wohnung zweimal durchsucht. Da Xu vorgewarnt wurde, konnte er sich auswärts verstecken. Am 29. Juli durchsuchten von Kuai Dafu geführte Rotgardisten ein drittes Mal seine Wohnung. Am 16. September reichte Xu Xiangqian erneut ein Rücktrittsgesuch ein, das wieder von Mao abgelehnt wurde. Auf dem Parteitag im Oktober mussten Zhu De, Chen Yun, Ye Jianying, Xu Xiangqiang, Chen Yi, Nie Rongzheng und andere ranghohe Militärs Kritik einstecken. Obwohl Mao seinen Marschällen am 3. Januar 1969 verzieh, kam es im April auf der Neunten Parteikonferenz erneut zu Kritik.
Im Januar 1969 wurde Xu in eine Fabrik zur Arbeit geschickt. Im Oktober brach an der Grenze zwischen China und der Sowjetunion ein bewaffneter Konflikt aus. Chinesische Truppen wurden mobilisiert. Fast alle ranghohen Militärs wurden in verschiedene Teile des Landes evakuiert: Zhu De ging nach Guangzhou, Ye Jianzing nach Changsha, Chen Yi nach Shijiazhuang, Nie Rongzheng nach Handan, Xu Xiangqian nach Kaifeng, Peng Dehuai und He Long befanden sich in Arrest, von den zehn Marschällen war Lin Biao allein in Beijing. Im August 1970 kehrte Xu zum Parteitag noch einmal nach Beijing, musste danach wieder nach Kaifeng. Erst 1971 durfte Xu Xiangqian nach Beijing zurückkehren. Zu dieser Zeit war Lin Biao gerade verstorben, Chen Yi starb ebenfalls. Mao befahl, den „Februargegenstrom“ zu rehabilitieren.

### Spätzeit
Auf dem Zehnten Parteitag der KPC wurde Xu Vizevorsitzender der Militärkommission und Kommissar der Parteizentrale. Zudem wurde er Vizevorsitzender der Ständigen Kommission der Volksvertretung. 1977 wurde er Politbüromitglied. Im März 1978 wurde er Vizeministerpräsident und Verteidigungsminister. 1979 beendete Xu offiziell das 21-jährige Kanonenduell in der Taiwanstraße. 1981 trat er als Vizeministerpräsident und 1981 als Verteidigungsminister zurück. 1982 wurde er erneut zum Politbüromitglied und Vizevorsitzender der Militärkommission gewählt. 1985 trat Xu außer vom Amt des Vizevorsitzenden der Militärkommission von allen anderen Ämtern zurück. Auf dem 13. Parteitag 1987 gab Xu alle seine Ämter auf.
Aus Rentner lebte Xu in Beijing. Am 27. Juni 1990 wurde seine chronische Tuberkulose akut, er wurde ins Krankenhaus eingeliefert. Am 21. September starb er. Vor seinem Tod äußerte er zu seiner Familie und zu seinem langjährigen Untergebenen Li Xiannian „keinen öffentlichen Abschied, keine öffentliche Kondolenz und die Asche in Dabie Shan, Daba Shan, Taihang Shan und Hexi-Korridor zerstreuen.“

## Erinnerungen
Nach seinem Tod richtete sein Sohn den letzten Wunsch an Staatspräsident Jiang Zemin, der eine Trauerfeier wünschte. Deswegen wurde eine kleine Abschiedsfeier veranstaltet. Am 18. Oktober wurde am Tor des Himmlischen Friedens sowie am Außenministerium halbmast geflaggt. Die Spitze des Staates sowie die Familienangehörigen verabschiedeten sich von Xu, dessen Körper mit der Flagge der Partei bedeckt war. Seine Asche wurde wie gewünscht an den vier Orten verstreut.
Xus Geburtshaus wurde zu einem Museum umgebaut und unter Denkmalschutz gestellt. Das Gebäude ist ein typisches Siheyuan, in dem heute seine Hinterlassenschaften ausgestellt werden. Zudem plante die lokale Regierung noch eine Gedenkstätte im Jahr 2011 zu seinem 110. Geburtstag zu eröffnen. In Taiyuan befindet sich eine Gedenkstätte an die Befreiung, um an die Eroberung der Stadt durch Xu Xiangqian zu erinnern. In Sichuan Bazhong gibt es ein Museum der Kommandostelle der Roten Vierten Armee, wo Xus Taten ebenfalls ausgestellt werden.
Xus Memoiren erschienen beim Verlag der Volksbefreiungsarmee. Er erschien in einigen chinesischen Filmen. Einige Dokumentarfilme wurden über ihn gedreht.

## Familie
Xus Familie war einst sehr mächtig. Nachdem das Geschäft seines Großvaters bankrottging, verloren sie Reichtum und Macht. Als Xu geboren wurde, war sie bereits verarmt. Sein Vater bestand das Staatsexamen der Qing-Dynastie. Nach seinem Tod musste seine Mutter die fünf Kinder alleine großziehen. Xu hat zwei ältere Schwestern, einen älteren Bruder und eine jüngere Schwester. Da Xu sich schon frühzeitig für die Kommunisten entschieden und die Kuomintang zum Feind gemacht hatte, wurde seine Familie öfters von Chiang Kai-Shek und Yan Xishan belästigt, um seinen Aufenthaltsort zu erfahren. Yan ließ sogar das Grab seiner Ahnen zerstören. Seine Familie wurde heimlich von den Kommunisten geschützt.
Xu hat insgesamt vier Mal geheiratet. Die Ehe mit seiner ersten Frau Zhu Xiangchan wurde von seinen Eltern arrangiert. Sie heirateten 1919, im nächsten Jahr gebar Zhu eine Tochter Xu Songzhi. Wenig später starb sie, Xus zweite Frau Chen Xunxuan heiratete ihn, während sie in Hubei waren. Sie wurde in den 1930er Jahren bei der Säuberung von Zhang Guotao heimlich ermordet. Danach blieb Xu acht Jahre unverheiratet. Am 20. September 1939 heiratete Xu ein drittes Mal, diesmal Wang Jing. Nach drei Jahren ging die Ehe jedoch in Brüche. 1946 heiratete Xu Huang Jie. Huang war Schülerin der Whampoa-Militärakademie Wuhan Campus, während Xu zur gleichen Zeit dort Schülerführer war. Allerdings hatten sie sich damals nicht kennengelernt. Huangs erster Mann wurde ebenfalls von Zhang während der Säuberung ermordet.
Xu hat drei Töchter und einen Sohn. Seine älteste Tochter wurde von seiner ersten Frau geboren, die anderen drei Kinder sind von der letzten. Seine älteste Tochter wurde 1941 nach Yanan gebracht, wo sie zur Militärärztin der Volksbefreiungsarmee ausgebildet wurde.

## Schriften
- Xu Xiangqian: 徐向前元帅回忆录 (Memoiren des Marschalls Xu Xiangqian). 解放军出版社 (Verlag der Volksbefreiungsarmee), 2005, ISBN 7-5065-4866-6.
- Xu Xiangqian: 历史的回顾 (Rückblick in die Geschichte). 解放军出版社 (Verlag der Volksbefreiungsarmee), 1987, ISBN 7-5065-0126-0.